# Paata
Paata è un atollo delle Isole Caroline. Amministrativamente è una municipalità del Distretto Faichuk, di Chuuk, uno degli Stati Federati di Micronesia. 
Ha una superficie di 1 km² e 2 103 abitanti (Census 2008).